# Orosagrotis
Orosagrotis là một chi bướm đêm thuộc họ Noctuidae.